# Cozola austriaca
Cozola austriaca är en fjärilsart som beskrevs av Semper 1899. Cozola austriaca ingår i släktet Cozola och familjen tofsspinnare. Inga underarter finns listade i Catalogue of Life.